# Іан Гарт
Іан Гарт (англ. Ian Harte; нар. 31 серпня 1977, Дрогеда) — колишній ірландський футболіст, захисник.
Насамперед відомий виступами за «Лідс Юнайтед» та національну збірну Ірландії.

## Клубна кар'єра
Вихованець футбольної школи клубу «Хоум Фарм».
У дорослому футболі дебютував 1995 року виступами за «Лідс Юнайтед», в якому провів дев'ять сезонів, взявши участь у 213 матчах чемпіонату. Більшість часу, проведеного у складі «Лідс Юнайтед», був основним гравцем захисту команди.
Згодом, з 2004 по 2010 рік, грав у складі клубів «Леванте», «Сандерленд», «Блекпул» та «Карлайл Юнайтед».
31 серпня 2010 року підписав контракт з «Редінгом», де провів три сезони і навіть допоміг команді вийти до Прем'єр-ліги, після чого перебрався в «Борнмут», виступами за який завершив свою ігрову кар'єри влітку 2015 року.

## Виступи за збірну
2 червня 1996 року дебютував в офіційних матчах у складі національної збірної Ірландії. 
У складі збірної був учасником чемпіонату світу 2002 року в Японії і Південній Кореї, на якій відіграв в усіх чотирьох матчах збірної.
Протягом кар'єри у національній команді, яка тривала 12 років, провів у формі головної команди країни 63 матчі, забивши 12 голів.

## Статистика виступів

### Статистика клубних виступів
| Сезон                       | Клуб                        | Чемпіонат                   | Чемпіонат | Чемпіонат | Національний кубок | Національний кубок | Національний кубок | Континентальні кубки | Континентальні кубки | Континентальні кубки | Суперкубок | Суперкубок | Суперкубок | Усього | Усього |
| Сезон                       | Клуб                        | Ліга                        | Ігор      | Голів     | Ліга               | Ігор               | Голів              | Ліга                 | Ігор                 | Голів                | Ліга       | Ігор       | Голів      | Ігор   | Голів  |
| --------------------------- | --------------------------- | --------------------------- | --------- | --------- | ------------------ | ------------------ | ------------------ | -------------------- | -------------------- | -------------------- | ---------- | ---------- | ---------- | ------ | ------ |
| 1995-96                     | «Лідс Юнайтед»              | ПЛ                          | 4         | 0         | КА+КФЛ             | 0                  | 0                  | —                    | —                    | —                    | —          | —          | —          | 4      | 0      |
| 1996-97                     | «Лідс Юнайтед»              | ПЛ                          | 14        | 2         | КА+КФЛ             | 0+3                | 0+1                | —                    | —                    | —                    | —          | —          | —          | 17     | 3      |
| 1997-98                     | «Лідс Юнайтед»              | ПЛ                          | 12        | 0         | КА+КФЛ             | 3+0                | 0                  | —                    | —                    | —                    | —          | —          | —          | 15     | 0      |
| 1998-99                     | «Лідс Юнайтед»              | ПЛ                          | 35        | 4         | КА+КФЛ             | 5+1                | 2+0                | КУЄФА                | 3                    | 0                    | —          | —          | —          | 44     | 6      |
| 1999-00                     | «Лідс Юнайтед»              | ПЛ                          | 33        | 6         | КА+КФЛ             | 3+1                | 1+0                | КУЄФА                | 12                   | 1                    | —          | —          | —          | 49     | 8      |
| 2000-01                     | «Лідс Юнайтед»              | ПЛ                          | 29        | 7         | КА+КФЛ             | 1+2                | 0                  | ЛЧ                   | 17                   | 4                    | —          | —          | —          | 49     | 11     |
| 2001-02                     | «Лідс Юнайтед»              | ПЛ                          | 36        | 5         | КА+КФЛ             | 1+1                | 0                  | КУЄФА                | 8                    | 1                    | —          | —          | —          | 46     | 6      |
| 2002-03                     | «Лідс Юнайтед»              | ПЛ                          | 27        | 3         | КА+КФЛ             | 3+1                | 0                  | КУЄФА                | 5                    | 0                    | —          | —          | —          | 36     | 3      |
| 2003-04                     | «Лідс Юнайтед»              | ПЛ                          | 23        | 1         | КА+КФЛ             | 1+1                | 2+1                | —                    | —                    | —                    | —          | —          | —          | 26     | 2      |
| Усього за «Лідс»            | Усього за «Лідс»            | Усього за «Лідс»            | 213       | 28        |                    | 27                 | 4                  |                      | 45                   | 6                    |            | —          | —          | 285    | 39     |
| 2004-05                     | «Леванте»                   | ПД                          | 24        | 1         | —                  | —                  | —                  | —                    | —                    | —                    | —          | —          | —          | 24     | 1      |
| 2005-06                     | «Леванте»                   | СД (II)                     | 36        | 9         | —                  | —                  | —                  | —                    | —                    | —                    | —          | —          | —          | 36     | 9      |
| 2006-07                     | «Леванте»                   | ПД                          | 6         | 0         | —                  | —                  | —                  | —                    | —                    | —                    | —          | —          | —          | 6      | 0      |
| Усього за «Леванте»         | Усього за «Леванте»         | Усього за «Леванте»         | 66        | 10        |                    | —                  | —                  |                      | —                    | —                    |            | —          | —          | 66     | 10     |
| 2007-08                     | «Сандерленд»                | ПЛ                          | 8         | 0         | КА+КФЛ             | 0                  | 0                  | —                    | —                    | —                    | —          | —          | —          | 8      | 0      |
| 2008-09                     | «Блекпул»                   | Ч (II)                      | 4         | 0         | КА+КФЛ             | 0                  | 0                  | —                    | —                    | —                    | —          | —          | —          | 4      | 0      |
| 2008-09                     | «Карлайл Юнайтед»           | 1ФЛ (III)                   | 3         | 1         | —                  | —                  | —                  | —                    | —                    | —                    | —          | —          | —          | 3      | 1      |
| 2009-10                     | «Карлайл Юнайтед»           | 1ФЛ (III)                   | 45        | 16        | КА+КФЛ+ТФЛ         | 4+3+7              | 1+1+0              | —                    | —                    | —                    | —          | —          | —          | 52     | 18     |
| 2010-11                     | «Карлайл Юнайтед»           | 1ФЛ (III)                   | 4         | 2         | КА+КФЛ             | 0+1                | 0                  | —                    | —                    | —                    | —          | —          | —          | 5      | 2      |
| Усього за «Карлайл Юнайтед» | Усього за «Карлайл Юнайтед» | Усього за «Карлайл Юнайтед» | 52        | 19        |                    | 15                 | 2                  |                      | —                    | —                    |            | —          | —          | 67     | 21     |
| 2010-11                     | «Редінг»                    | Ч (II)                      | 40+3      | 11        | КА+КФЛ             | 4+0                | 0+0                | —                    | —                    | —                    | —          | —          | —          | 47     | 11     |
| 2011-12                     | «Редінг»                    | Ч (II)                      | 20        | 1         | КА+КФЛ             | 1+1                | 0+0                | —                    | —                    | —                    | —          | —          | —          | 22     | 1      |
| 2012-13                     | «Редінг»                    | ПЛ                          | 16        | 0         | КА+КФЛ             | 1+1                | 0+0                | —                    | —                    | —                    | —          | —          | —          | 18     | 0      |
| Усього за «Редінг»          | Усього за «Редінг»          | Усього за «Редінг»          | 88+3      | 15        |                    | 8                  | 0                  |                      | —                    | —                    |            | —          | —          | 99     | 15     |
| 2013-14                     | «Борнмут»                   | Ч (II)                      | 24        | 1         | КА+КФЛ             | 0+2                | 0+0                | —                    | —                    | —                    | —          | —          | —          | 26     | 1      |
| 2014-15                     | «Борнмут»                   | Ч (II)                      | 4         | 0         | КА+КФЛ             | 1+3                | 0+0                | —                    | —                    | —                    | —          | —          | —          | 8      | 0      |
| Усього                      | Усього                      | Усього                      | 442       | 72        |                    | 60                 | 7                  |                      | 45                   | 6                    |            | —          | —          | 546    | 85     |